# Mordecai Richler
Mordecai Richler (27 de enero de 1931 - 3 de julio de 2001) fue un escritor canadiense de origen judío, autor de novelas como St. Urbain's Horseman (El jinete de san Urbano) y The Apprenticeship of Duddy Kravitz, así como de la célebre serie infantil de Jacobo Dos Dos, hoy convertida en serie de dibujos animados.

### Novelas
- The Acrobats (1954) (también publicado como Wicked We Love, Julio de 1955)
- Son of a Smaller Hero (1955)
- A Choice of Enemies (1957)
- The Apprenticeship of Duddy Kravitz (1959)
- The Incomparable Atuk (1963)
- Cocksure (1968)
- St. Urbain's Horseman (1971)
- Joshua Then and Now (1980)
- Solomon Gursky Was Here (1989)
- Barney's Version (1997)

## Obra traducida
- Solomon Gursky estuvo aquí, Barcelona: Destino, 1992
- La versión de Barney, Barcelona: Mondadori, 2000
- El jinete de san Urbano (St. Urbain's Horseman, en el original en inglés), trad. Manuel Bartolomé López, Barcelona/Buenos Aires/México: Best Sellers Grijalbo, 1975 (primera edición en español).

## Premios y distinciones
Premios Óscar
| Año  | Categoría            | Película                        | Resultado |
| ---- | -------------------- | ------------------------------- | --------- |
| 1975 | Mejor guion adaptado | El aprendizaje de Duddy Kravitz | Nominado  |